# Honakal, Khanapur
Honakal là một làng thuộc tehsil Khanapur, huyện Belgaum, bang Karnataka, Ấn Độ.